# Esfinx de la vinya

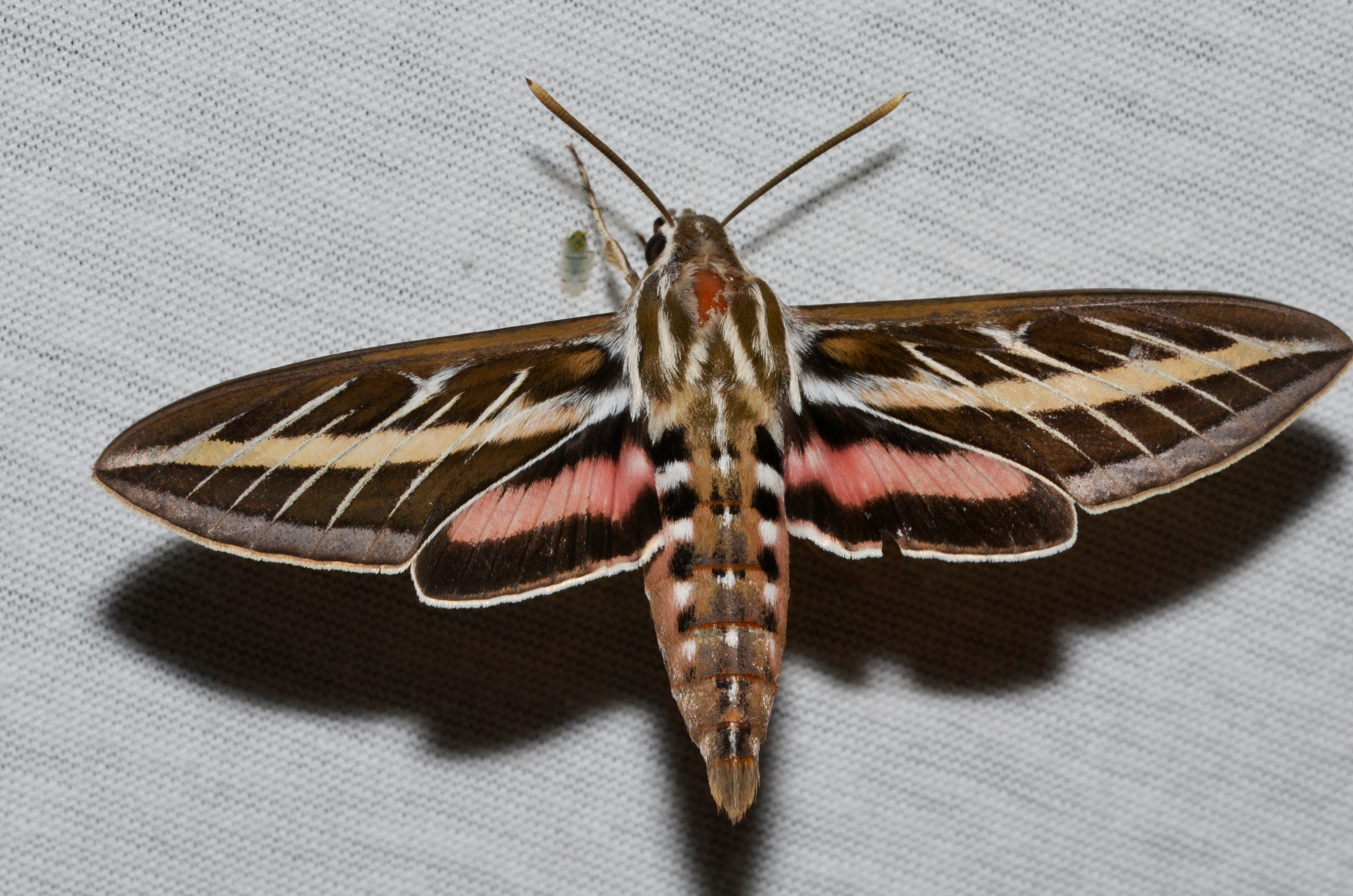
Adult de Hyles lineata

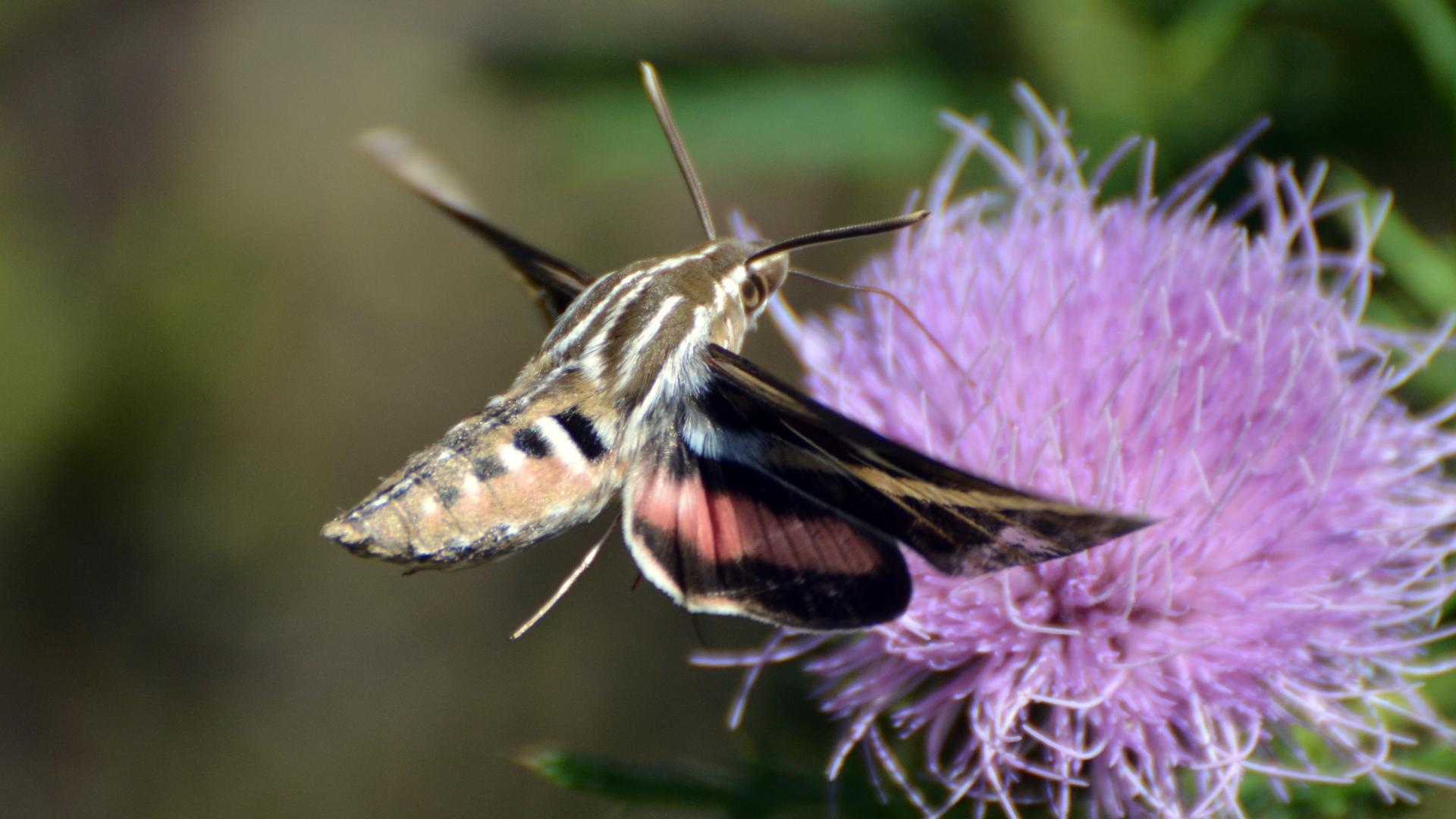
Hyles lineata alimentant-se d'una flor de card

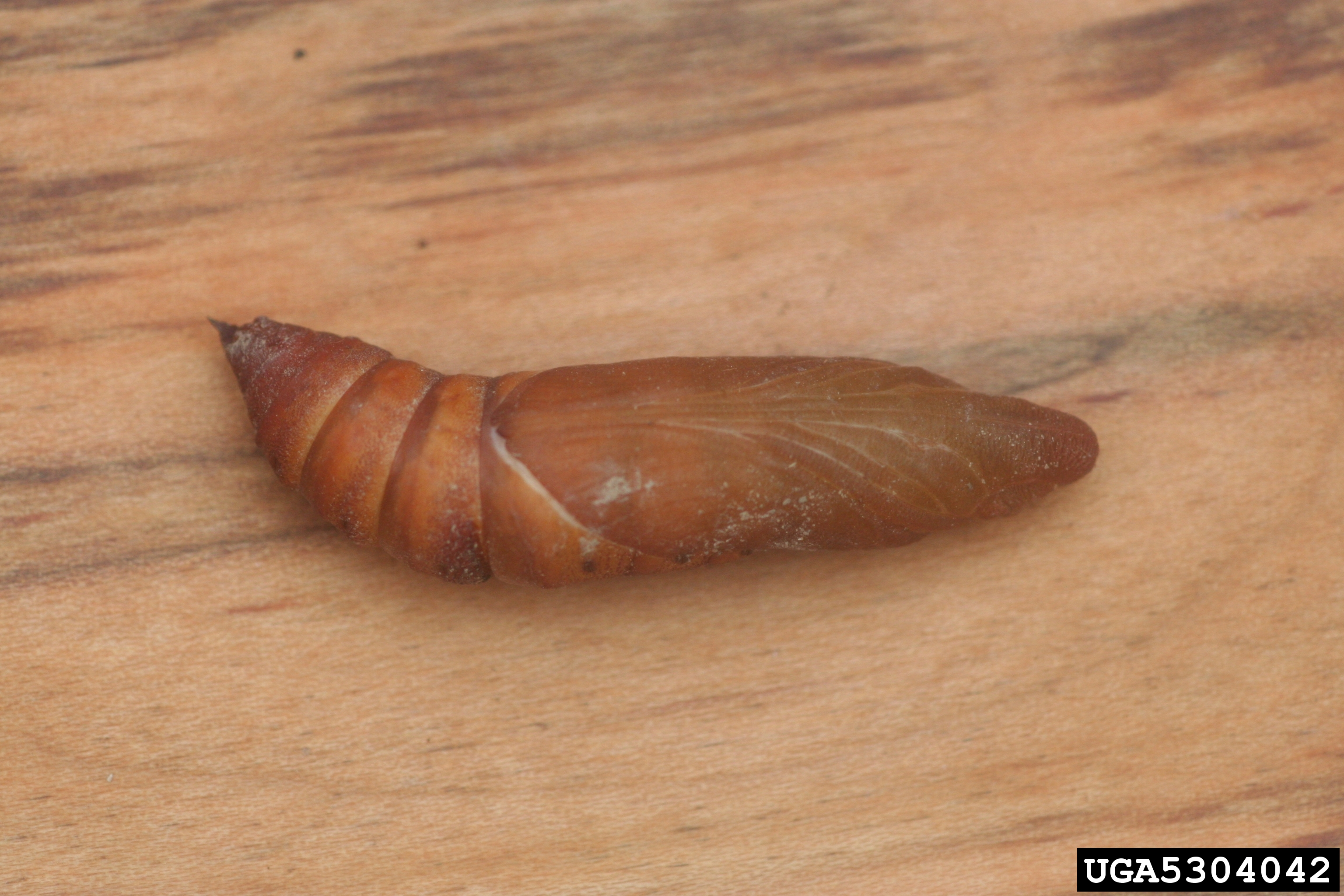
Pupa de Hyles lineata

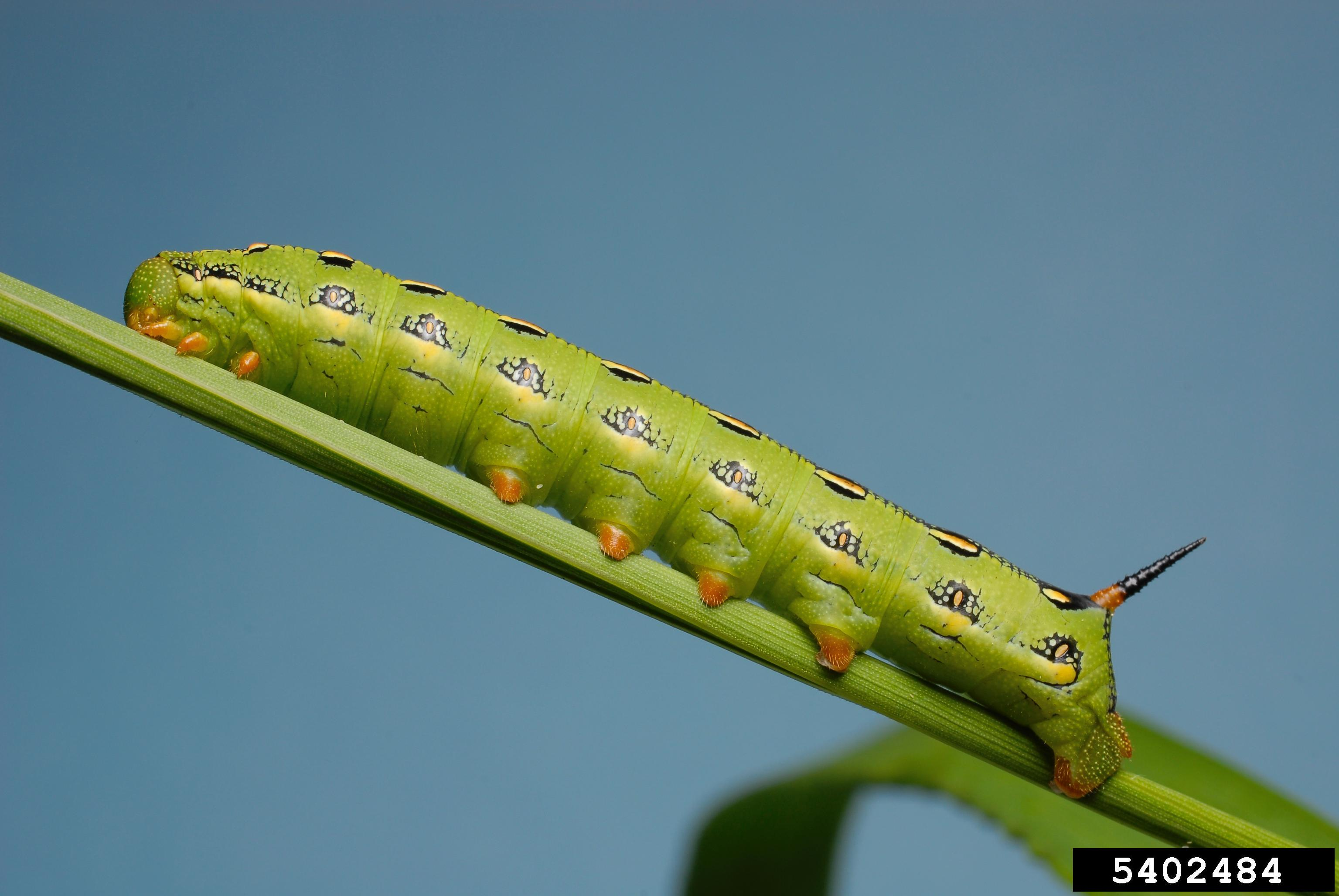
Larva de Hyles lineata

L'esfinx de la vinya (Hyles lineata) és una espècie de lepidòpter ditrisi de la família dels esfíngids (Sphingidae), pròpia d'Amèrica del Nord i Central. De vegades se'l coneix com l'esfinx colibrí, nom compartir amb altres membres de la família, per la seva mida semblant a aquests ocells i els seus patrons de vol. Com a erugues, tenen una àmplia gamma de fenotips de color, però mostren una coloració adulta constant.

## Característiques

### Adult
Hyles lineata és una arna gran amb una envergadura de 50 a 75 mm. Té un cos robust i pelut. La regió dorsal del darrere està travessada per sis franges blanques diferents i patrons de franges similars a les ales.
Les ales anteriors són de color marró fosc amb una franja de color canyella que s'estén des de la base fins a l'àpex; també hi ha línies blanques que cobreixen les venes. Les ales posteriors són negres amb una franja gruixuda de color rosa vermellós al mig.

### Larves
Les larves mostren una àmplia variació de color. Les larves són negres amb taques ataronjades disposades en línies per tot el cos. L'escut protoràcic del cap i la placa anal són d'un color verd o taronja amb petits punts negres. Tenen una característica banya ataronjada que sobresurt de la part posterior del cos. Aquesta banya, que de vegades pot ser groga i tenir una punta negra, no és un fibló i les erugues no són perjudicials per als humans. La larva de vegades també pot ser verda llima i negra.

## Distribució geogràfica
Hyles lineata és molt abundant a Amèrica del Nord i té un rang geogràfic molt ampli, des d'Amèrica Central fins al sud de Canadà a través de Mèxic i la major part dels Estats Units. També es poden trobar ocasionalment a les Índies Occidentals. També s'han observat poblacions a Euràsia i Àfrica.

## Alimentació

### Larves
Epilobium, Mirabilis, Malus, Oenothera, Ulmus, Vitis, Solanum, Portulaca, Fuchsia, Clarkia.

### Adults
Aquilegia, Consolida, Mirabilis, Petunia, Lonicera, Ipomoea, Syringa, Trifolium, cards, Datura, Campsis.
Els adults s'alimentaran de diferents flors en funció del seu comportament i si són diürnes o nocturnes. Si els adults són nocturns, triaran flors de color blanc o pàl·lid, que són més fàcils d'identificar en contrast amb el fullatge fosc que envolta la flor. Si són diürns, triaran flors de colors més brillants.

## Comportament
Els adults generalment no sobreviuen als freds hiverns del nord, però les larves passen l'hivern i les arnes comencen a aparèixer a mitjans de maig. Depenent de l'abundància, pot passar un segon vol a finals d'agost o principis de setembre. Se sap que les larves es reuneixen i formen grans grups a la recerca de plantes hoste, i poden menjar plantes senceres, cobrir carreteres senceres i formar enormes masses relliscoses a mesura que avancen. Els adults prefereixen volar de nit, però de vegades també volen durant el dia. Es veuen amb més freqüència al vespre i a l'alba. Les larves passen l'hivern i poden emergir entre el febrer i el novembre, moment en què comencen a alimentar-se d'una varietat de plantes. Les erugues són devoradores ardents. Quan es preparen per a la transició a l'etapa de pupa, les erugues caven caus poc profunds a terra on després romanen durant 2 a 3 setmanes, moment en què emergeixen com a adults. A mesura que s'acostin a la fase de crisàlide, es mouran cap a la superfície, cosa que en facilitarà l'emergència.